# غداء على قمة ناطحة سحاب
غداء على قمة ناطحة سحاب هي صورة أيقونية ألتقطت في 20 سبتمبر 1932 ل 11 عامل جالسين على طول عارضة عرضية مدينة نيويورك،الولايات المتحدة.نشرت الصورة في صحيفة نيويورك هيرالد تريبيون في 2 أكتوبر 1932.